# Egretta garzetta
La garzetta (Egretta garzetta Linnaeus, 1766) è un uccello pelecaniforme della famiglia degli ardeidi. Uccello di colore bianco con un sottile becco nero, presenta lunghe gambe nere e, nella sua versione occidentale, piedi gialli. Come il grosso degli uccelli acquatici si nutre in specchi poco profondi e sulla terraferma, cibandosi di animali di piccola taglia. Si riproduce in colonie, spesso con altre specie di uccelli acquatici, costruendo il proprio nido con rami di alberi, cespugli o canne da palude. In media deposita dalle tre alle cinque uova di colore verde-bluastro e la coppia si preoccupa dei nascituri per circa tre settimane. I giovani esemplari abbandonano il nido e raggiungono l'autosufficienza a circa sei settimane di età.
La sua area di distribuzione, concentrata in zone umide, temperate calde o tropicali, svaria dall'Europa all'Africa, dall'Asia all'Australia. Grazie alla sua grande capacità di adattamento, con il tempo si è spinto gradualmente sempre più verso nord, colonizzando stabilmente anche terre prima difficilmente raggiunte come il Regno Unito.
Nei luoghi più caldi, la maggior parte degli uccelli risiede stabilmente; nelle comunità settentrionali, migra al fianco di altre specie ornitologiche in Africa e in Asia meridionale. Il volo che compiono alla fine dell'estate può procedere anche verso nord, dopo la stagione riproduttiva, ma la tendenza a non recarsi in luoghi fissi può spiegare il grande areale della specie. Un tempo comune in Europa occidentale, fu cacciato estensivamente nel XIX secolo, in virtù delle sue piume considerate una merce pregiata. In conseguenza di queste situazioni, si estinse nell'Europa nord-occidentale e il numero calò drasticamente anche nel sud. Intorno al 1950, le leggi introdotte nell'Europa meridionale finalizzate alla sua conservazione, hanno permesso all'egretta garzetta di riprendersi. All'inizio del XXI secolo, essa si riproduceva nuovamente in Francia, Paesi Bassi, Irlanda e Gran Bretagna. La specie ha di recente scoperto le rotte occidentali e sta procedendo la sua espansione fino al Nuovo Mondo: avvistata per la prima volta alle Barbados nel 1954, ha cominciato a riprodursi in loco nel 1994. L'Unione Internazionale per la Conservazione della Natura ha valutato lo stato di conservazione globale dell'uccello come "specie a rischio minimo".

## Tassonomia

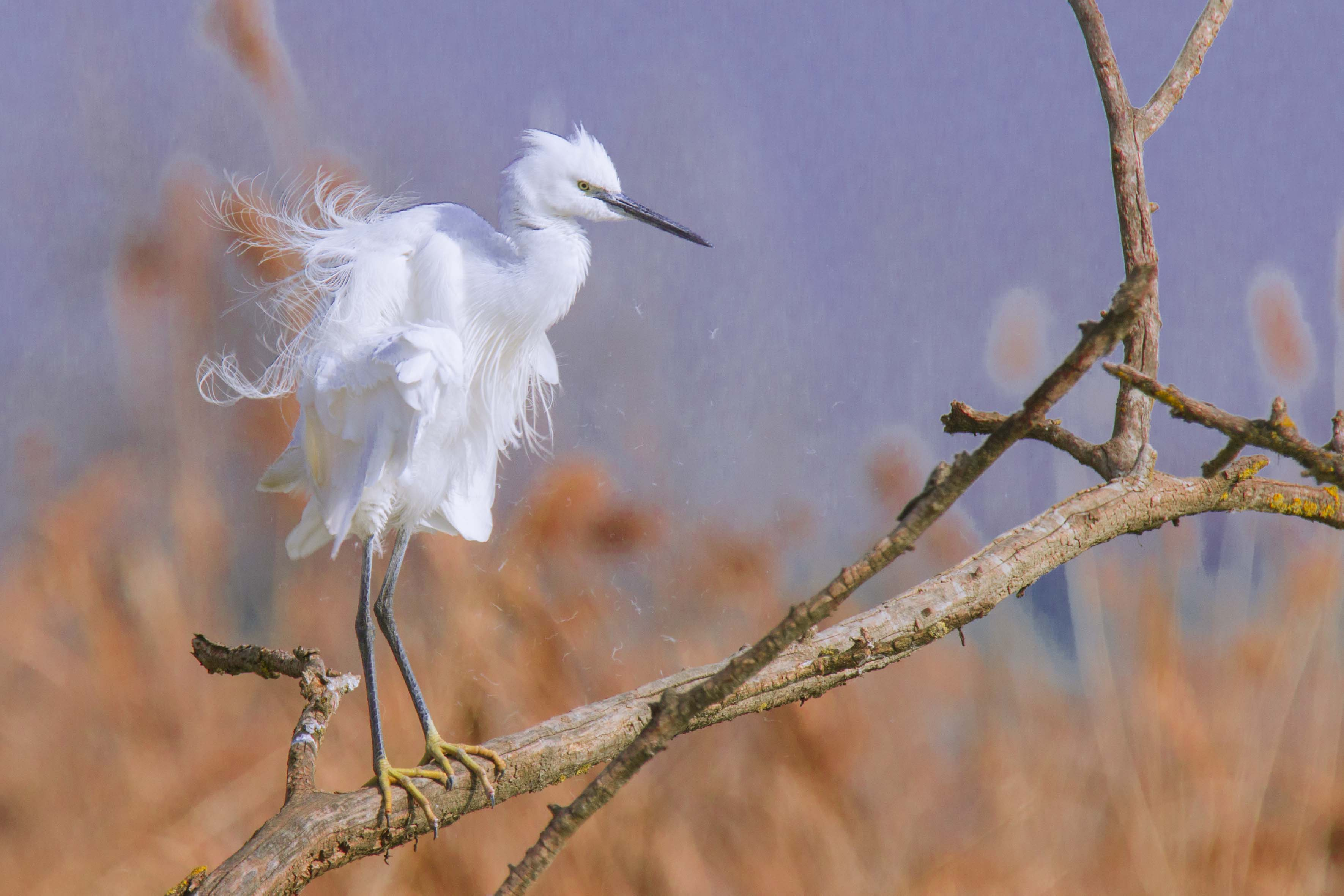
Garzetta sul fiume Po

La garzetta è stata formalmente descritta dal naturalista svedese Carlo Linneo nel 1766 nella dodicesima edizione del suo Systema Naturae con il nome binomiale Ardea garzetta. Rientra tra le 13 specie comprese nel genere egretta indicate nel 1817 dal naturalista tedesco Johann Reinhold Forster. Il nome del genere deriva dal francese provenzale Aigrette, un diminutivo di Aigron, "airone". L'attuale termine adoperato nella lingua italiana veniva indicato anticamente anche come sgarzetta.
Si individuano due sottospecie:
- E. g. garzetta (Linnaeus, 1766) - nominale, individuata in Europa, Africa, e nella maggior parte dell'Asia, tranne il sud-est
- E. g. nigripes (Temminck, 1840) - trovato nelle isole della Sonda, Australia e Nuova Zelanda

Altri taxa di garzette sono stati a volte classificati come sottospecie della garzetta in passato, ma attualmente vengono considerati come due specie separate. Si tratta dell'airone schistaceo (Egretta gularis), che può essere ammirato sulle coste dell'Africa occidentale (Egretta gularis gularis) e dal Mar Rosso all'India (Egretta gularis schistacea), e la garzetta dimorfica (Egretta dimorpha), presente in Africa orientale, Madagascar, nelle Comore e nelle isole Aldabra.

## Descrizione

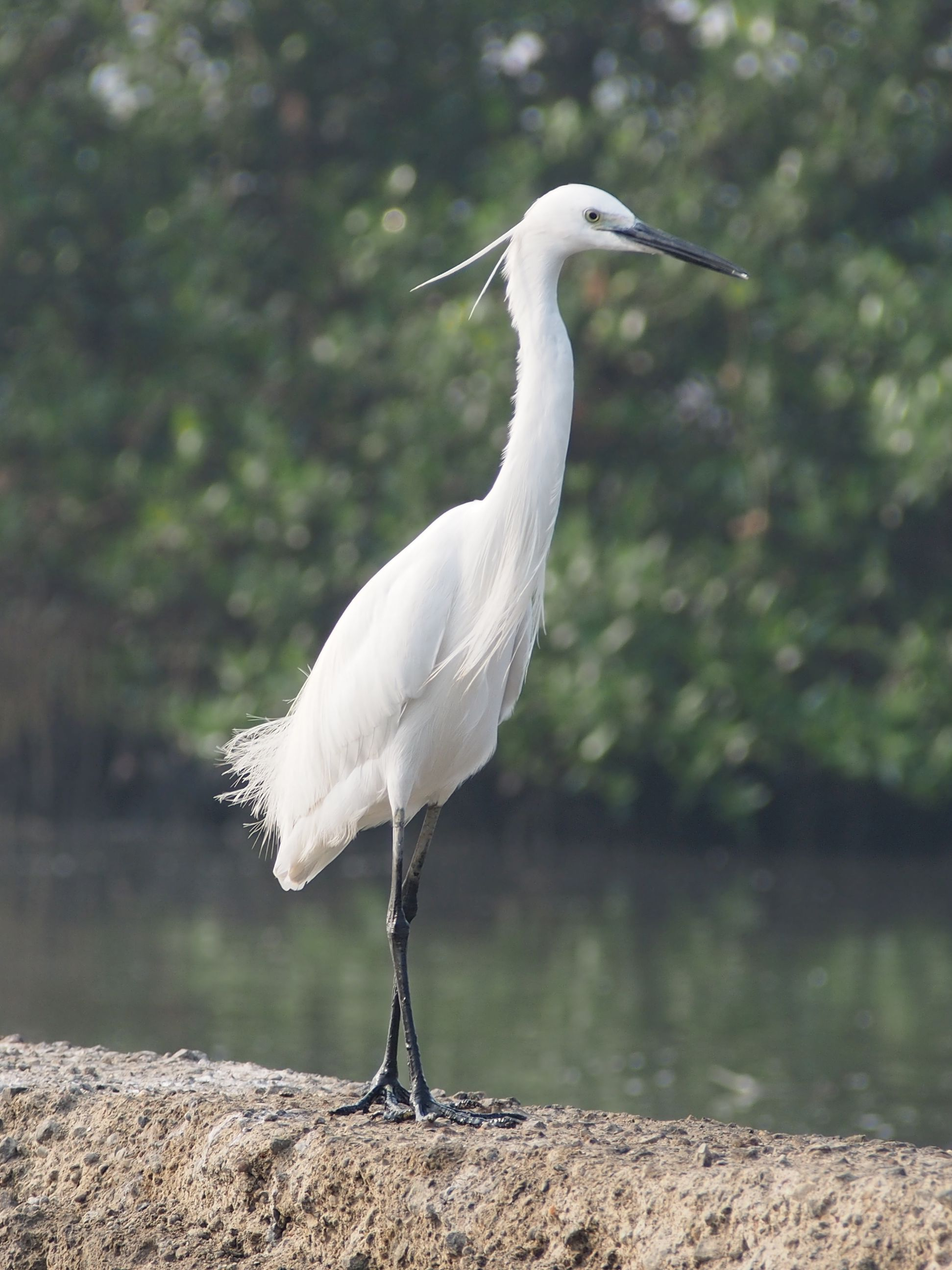
Egretta garzetta a Navi Mumbai, India. Ben visibili le piume ornamentali.

La garzetta, in età adulta, è lunga circa 55–65 cm e ha un'apertura alare compresa tra gli 88 e i 106 cm, con un peso tra i 350 e i 550 g. Il suo piumaggio è normalmente interamente bianco, anche se ci sono forme scure con piumaggio in gran parte grigio-bluastro. In livrea nuziale, l'adulto sviluppa alcune penne ornamentali molto lunghe sulla nuca, della dimensione di circa 150 mm, oltre che sulla base del collo e del petto. Durante l'inverno, il piumaggio è simile, ma lungo le sezioni esterne sono più corte e di aspetto più proporzionato. Il becco è lungo, nero e sottile, così come le narici. Vi è un'area non coperta dal piumaggio dal colorito grigio-verdastro alla base della mandibola inferiore e intorno all'occhio, il quale ha un'iride. Anche le zampe risultano nere, mentre i piedi sono gialli: i giovani appaiono simili agli adulti non nidificanti, ma hanno zampe nero-verdastre e piedi gialli più opachi. Inoltre, possono avere una certa percentuale di piume grigiastre o brunastre. La sottospecie nigripes differisce perché presenta una sezione scoperta in giallo tra il becco e l'occhio, e ha i piedi nerastri. Durante il culmine del corteggiamento, le narici si fanno rosse e i piedi delle razze dai piedi gialli diventano rossi.
Le garzette sono perlopiù silenziose, ma effettuano un verso che può considerarsi tra il gracchiare e il gorgogliare nelle loro colonie di riproduzione: quando si sentono minacciate, emettono un forte verso. All'orecchio umano, i suoni sono indistinguibili dalla nitticora (Nycticorax nycticorax) e dall'airone guardabuoi (Bubulcus ibis), a cui talvolta l'egretta viene associata.
Non presenta un evidente dimorfismo sessuale.

## Distribuzione e habitat

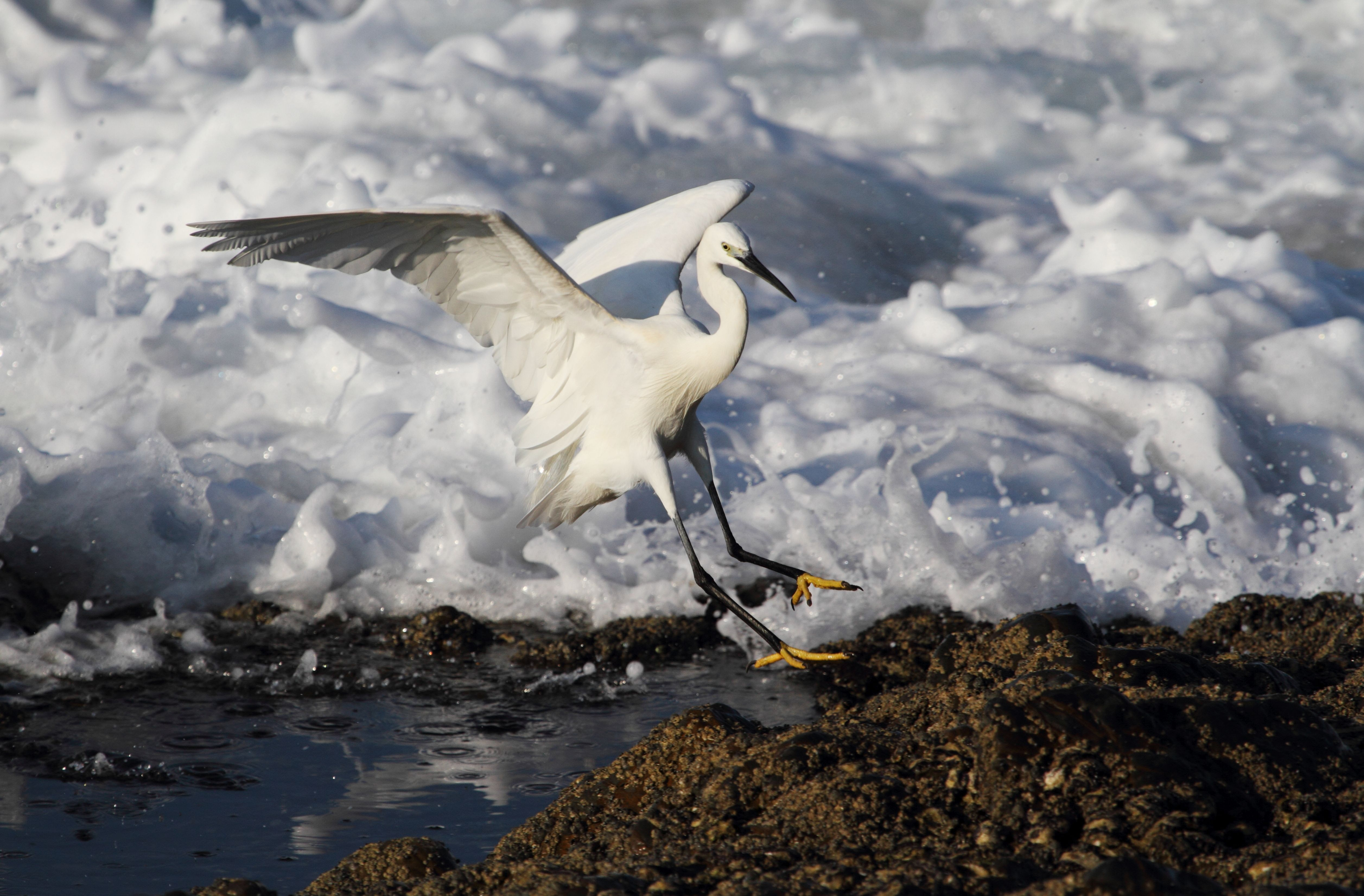
Un'egretta garzetta atterra presso le coste sudafricane di Ballito nel 2013

La garzetta, come del resto quasi tutti gli aironi, è un uccello molto legato all'acqua. Infatti frequenta prevalentemente ambienti acquitrinosi, sponde di fiumi, laghi e stagni. È un uccello migratore, svernante e nidificante. È presente in quasi tutto il bacino del Mediterraneo, Africa, Asia meridionale, Australia, Nuova Zelanda e Indonesia. Le popolazioni italiane di garzetta sono in parte migratrici e in parte stanziali. Quelle migratrici nidificano nella Pianura Padana e svernano in Africa, oppure sono popolazioni nidificanti in Europa centrale che svernano in Italia. Le popolazioni stanziali sono presenti soprattutto in Sicilia e lungo le coste meridionali.
Di recente, la garzetta ha iniziato a colonizzare anche il Nuovo Mondo. La prima attestazione relativa a tale uccello oltreoceano è avvenuta alle Barbados nell'aprile del 1954. Il volatile ha iniziato a riprodursi sull'isola nel 1994 e attualmente ha raggiunto anche le Bahamas. Grazie al meccanismo degli inanellamenti, si è scoperto che le specie che avevano raggiunto l'America centrale provenivano dalla Spagna. Molto simili nell'aspetto alla garzetta nivea (Egretta thula), condividono gli stessi siti di nidificazione presso le Barbados, affiancandosi quindi a un'altra specie ornitologica comparsa di recente in quelle latitudini. Le garzette si distinguono per la maggiore dimensione, avendo altresì uno stile di alimentazione differente.
Ulteriori punti in cui si sono scorte le garzette risultano il Suriname e il Brasile a sud, mentre a nord sono state segnalate fino a Terranova, nel Québec, e nell'Ontario. Si ipotizza che gli uccelli sulla costa orientale del Nord America si siano spostati a settentrione assieme alle garzette nivee dai Caraibi. Nel giugno 2011, una garzetta è stata avvistata nel Maine, nelle paludi di Scarborough.

## Biologia

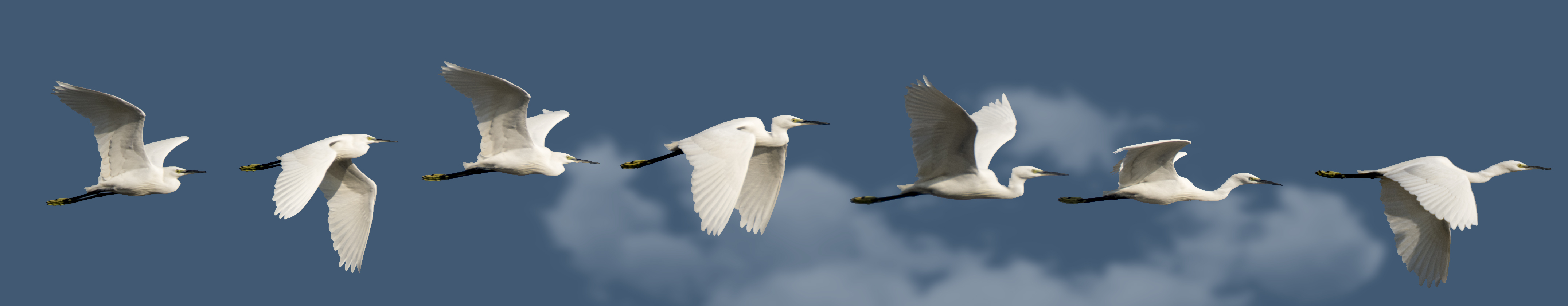
Fasi del volo di un'egretta garzetta

Aiutandosi con le lunghe zampe e sfruttando la rapidità e la precisione dei suoi colpi di becco, caccia le sue piccole prede in acque basse. Spesso la si può osservare in piccoli gruppi o insieme ad altri aironi. Durante il suo volo lento e regolare, la garzetta ripiega il collo verso il corpo formando una caratteristica "S".

### Alimentazione
Le garzette utilizzano una varietà di metodi per procurarsi il cibo, catturando con colpi secchi del becco da un posatoio emerso o inseguendo la preda con i lunghi trampoli in acque basse. Inoltre, in alcuni casi attendono il momento giusto e tendono imboscate all'ignara vittima. Esse sfruttano le opportunità fornite dai cormorani, i quali disturbano i pesci, o dagli esseri umani, che attirano i pesci lanciando del pane in acqua. Sulla terraferma impiegano anche la corsa con le loro lunghe leve per inseguire la preda. La loro dieta consiste essenzialmente in pesci, ma le garzette non disdegnano anche anfibi, piccoli rettili, mammiferi e uccelli di piccola taglia, così come crostacei, molluschi, insetti, ragni e vermi.

### Riproduzione

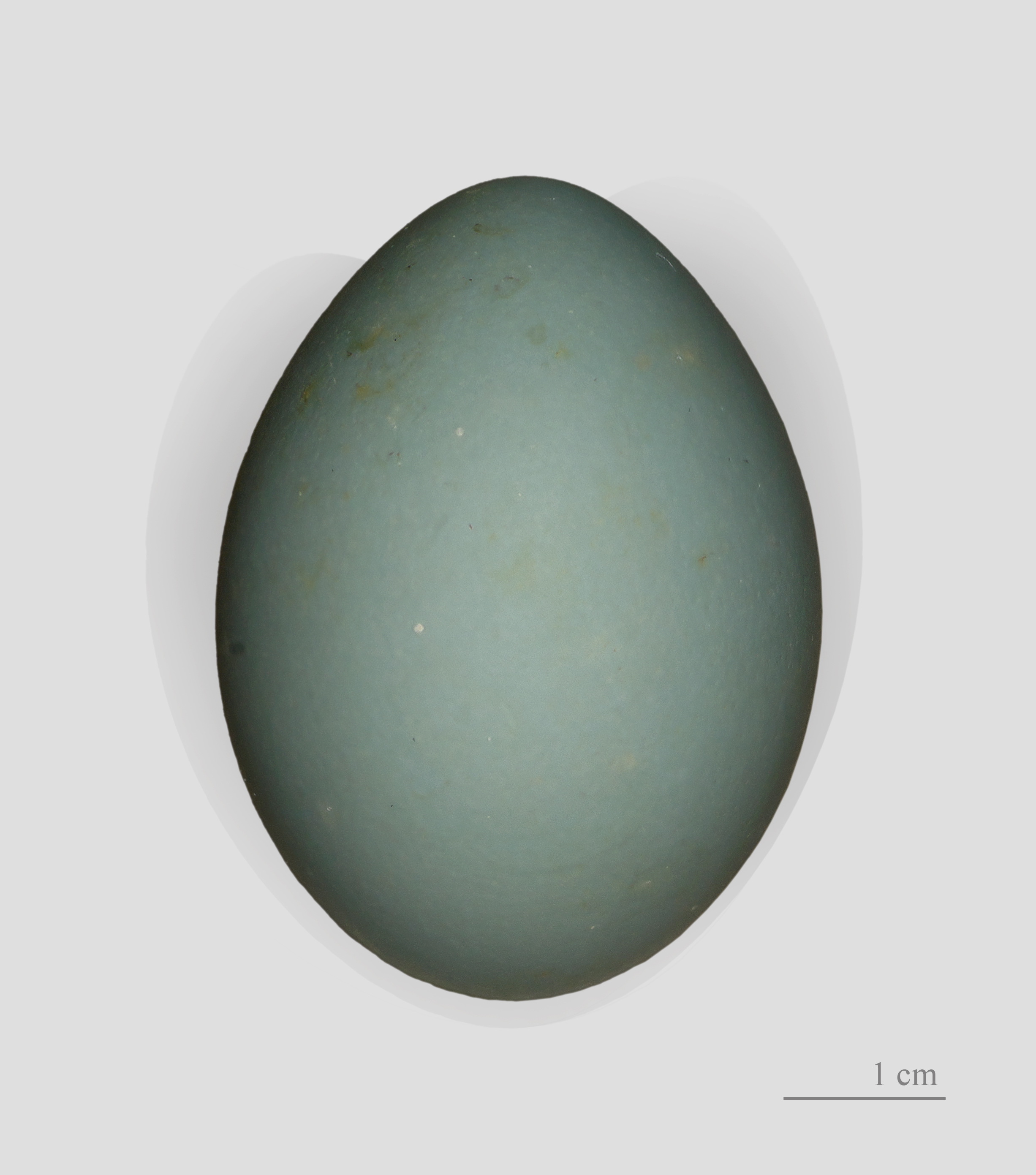
Campione museale di uovo di Egretta garzetta

Le garzette nidificano in colonie, spesso con altri ardeidi, in boschetti (detti garzaia) prevalentemente in ambienti acquitrinosi. Sulle coste dell'India occidentale queste colonie possono raggiungere aree urbane, in compagnia di specie ornitologiche quali l'airone guardabuoi (Bubulcus ibis), la nitticora (Nycticorax nycticorax) e l'ibis testanera (Threskiornis melanocephalus). In Europa, le specie a cui si affianca possono essere la sgarza ciuffetto (Ardeola ralloides), l'airone guardabuoi, la nitticora e il mignattaio (Plegadis falcinellus). I nidi sono composti da rami secchi e realizzati su pioppi, salici, altri alberi ad alto fusto o anche grossi cespugli; in alternativa, le egrette raggiungono canneti o boschetti di bambù. In alcune località, come le isole di Capo Verde, gli uccelli nidificano sulle scogliere. Le coppie difendono un piccolo territorio di riproduzione, che di solito si estende a circa 3-4 m dal nido. Nel mese di aprile la femmina depone 3-5 uova di colore verde-bluastro che cova insieme al maschio per 40-45 giorni. Dopo 20-25 giorni dalla schiusa delle uova, i piccoli, che si presentano nei primi giorni di colore bianco, hanno già appreso le basi del volo. In un anno viene deposta un'unica covata.

## Specie simili

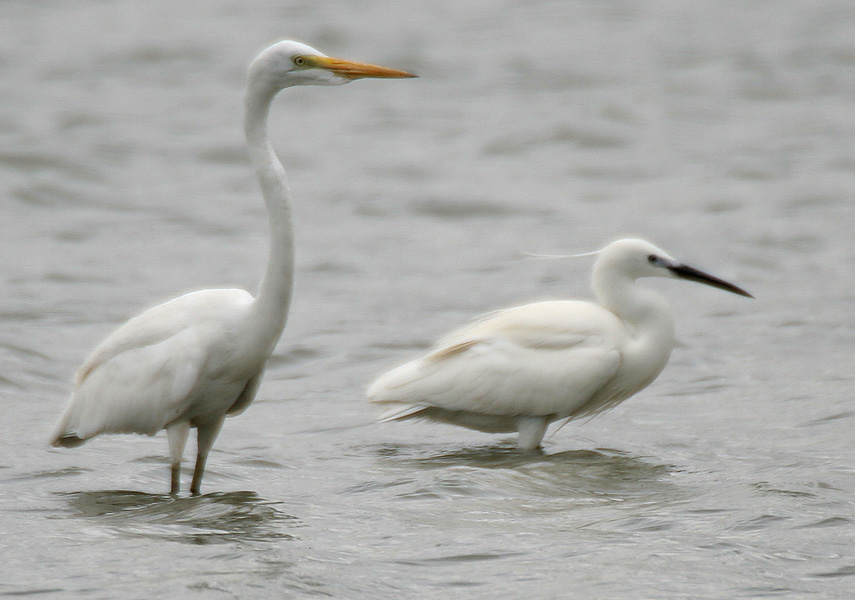
Airone bianco maggiore a sinistra e Garzetta a destra

È possibile confonderla con altri aironi soprattutto con:
- Airone guardabuoi (Bubulcus ibis), con il becco giallo e più massiccio anziché nero e sottile, zampe grigie o carnicine, piumaggio che può tendere all'arancione durante il periodo riproduttivo; molto meno legato agli ambienti umidi;
- Airone bianco maggiore (Casmerodius albus), molto più grande, con becco giallo in stagione invernale.

## Conservazione
A livello globale, la garzetta non è elencata tra le specie minacciate e ha infatti ampliato il suo areale negli ultimi decenni. L'Unione Internazionale per la Conservazione della Natura afferma che la loro ampia distribuzione e il numero totale di esemplari fanno sì che l'egretta garzetta possa considerarsi una "specie a rischio minimo".

### Status di conservazione nell'Europa nord-occidentale
La ricerca storica ha dimostrato che la garzetta era un tempo presente, e probabilmente comune, in località settentrionali come l'Irlanda e la Gran Bretagna, ma vi si è estinta per una combinazione di caccia eccessiva nel tardo periodo medievale e del cambiamento climatico avvenuto in concomitanza della piccola era glaciale. L'introduzione di 1.000 garzette (tra numerosi altri uccelli) nel banchetto per celebrare l'intronizzazione di George Neville (1432-1476) come arcivescovo di York al castello di Cawood nel 1465 indica la presenza di comunità considerevoli nel nord dell'Inghilterra a quel tempo, ma la specie viene anche elencata in occasione della festa di incoronazione di Re Enrico VI nel 1429. Il numero dovette calare verso la metà del XVI secolo, quando William Gowreley, uno yeoman dell'epoca, aveva dovuto spedire i suoi servitori a sud in cerca di egrette. Nel 1804, Thomas Bewick commentò che se si trattava dello stesso uccello elencato nella cerimonia di elevazione di Neville "non c'è da meravigliarsi che questa specie sia diventata quasi estinta in questa terra!".

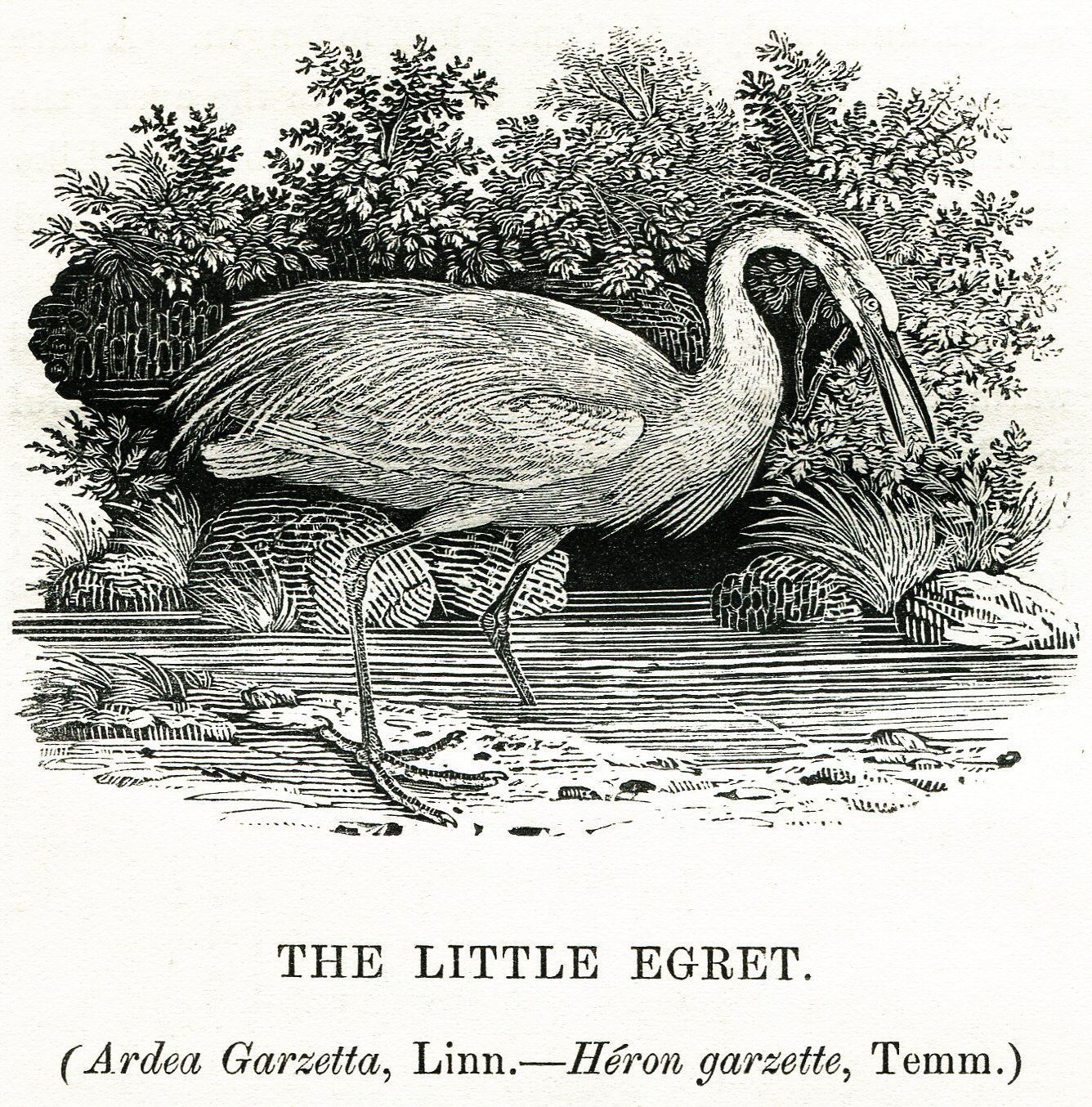
L'egretta garzetta nella Storia degli Uccelli Britannici di Thomas Bewick, volume II, "Uccelli Acquatici", 1804

Un ulteriore declino si verificò in tutta Europa quando le piume della garzetta e di altre egrette cominciarono a trovare una propria funzione nella decorazione dei cappelli. Conosciuti nel mondo del mercato almeno dal XVII secolo, fu nel XIX secolo che esplose una vera e propria mania e il numero di piume di garzetta che passavano attraverso i commercianti raggiungeva i milioni. Non esistono statistiche complete, ma nei primi tre mesi del 1885, si vendettero circa 750.000 piume di garzetta a Londra, mentre nel 1887 un commerciante di Londra ne vendette 2 milioni. Si procedette a creare in quell'epoca allevamenti di aironi dove gli uccelli potessero essere spennati senza essere uccisi, ma la maggior parte della fornitura di cui beneficiavano i venditori, definiti per la loro costanza e ossessione verso le egrette "falchi predatori" (in inglese Osprey plumes), giungeva dalla caccia. Ciò decimò praticamente quasi del tutto i volatili, spingendo, per rimediare, alla creazione della Royal Society for the Protection of Birds britannica nel 1889.
Negli anni '50, la garzetta raggiungeva numeri limitati nell'Europa meridionale, circostanza che spinse vari legislatori a introdurre leggi di conservazione che proteggevano la specie. Ciò permise all'egretta garzetta di riprendersi dal drastico calo delle epoche precedenti; nei decenni successivi, divenne sempre più comune nella Francia occidentale e, più tardi, fece la sua comparsa anche sulla costa settentrionale. Raggiunti luoghi di riproduzione situati nei Paesi Bassi nel 1979, tale tendenza proseguì a partire dagli anni '90. Si immagina che circa 22.700 coppie si riproducano attualmente in Europa, con popolazioni stabili o in aumento in Spagna, Francia e Italia, ma in calo in Grecia.
In Gran Bretagna gli avvistamenti risultano più rari sin da quando scomparve nel XVI secolo, ma alla fine del XX secolo la situazione è mutata, tanto che il volatile raggiunge anche le coste delle isole britanniche per riprodursi. La prima attestazione recente in Inghilterra avvenne sull'isola di Brownsea, nel Dorset, nel 1996; la specie si riprodusse in Galles per la prima volta nel 2002. L'aumento della popolazione si rivelò vertiginoso in seguito, con oltre 750 coppie riprodottesi in quasi 70 colonie nel 2008, e un totale raggiunto dopo la stagione degli amori di 4.540 uccelli nel settembre del 2008. Particolarmente comuni intorno al fiume Tamigi, sono state segnalate persino in Scozia nel 2020, per la precisione nel Dumfries e Galloway. In Irlanda, l'egretta garzetta si riprodusse per la prima volta nel 1997 nella contea di Cork e le comunità di questa specie sono da allora cresciute rapidamente, stanziandosi nella maggior parte delle contee irlandesi nel 2010. I rigidi inverni del 2010-2012 hanno rallentato solo in modo temporaneo tale processo, tanto che in seguito la specie ha continuato ad essere segnalata.

### Status in Australia

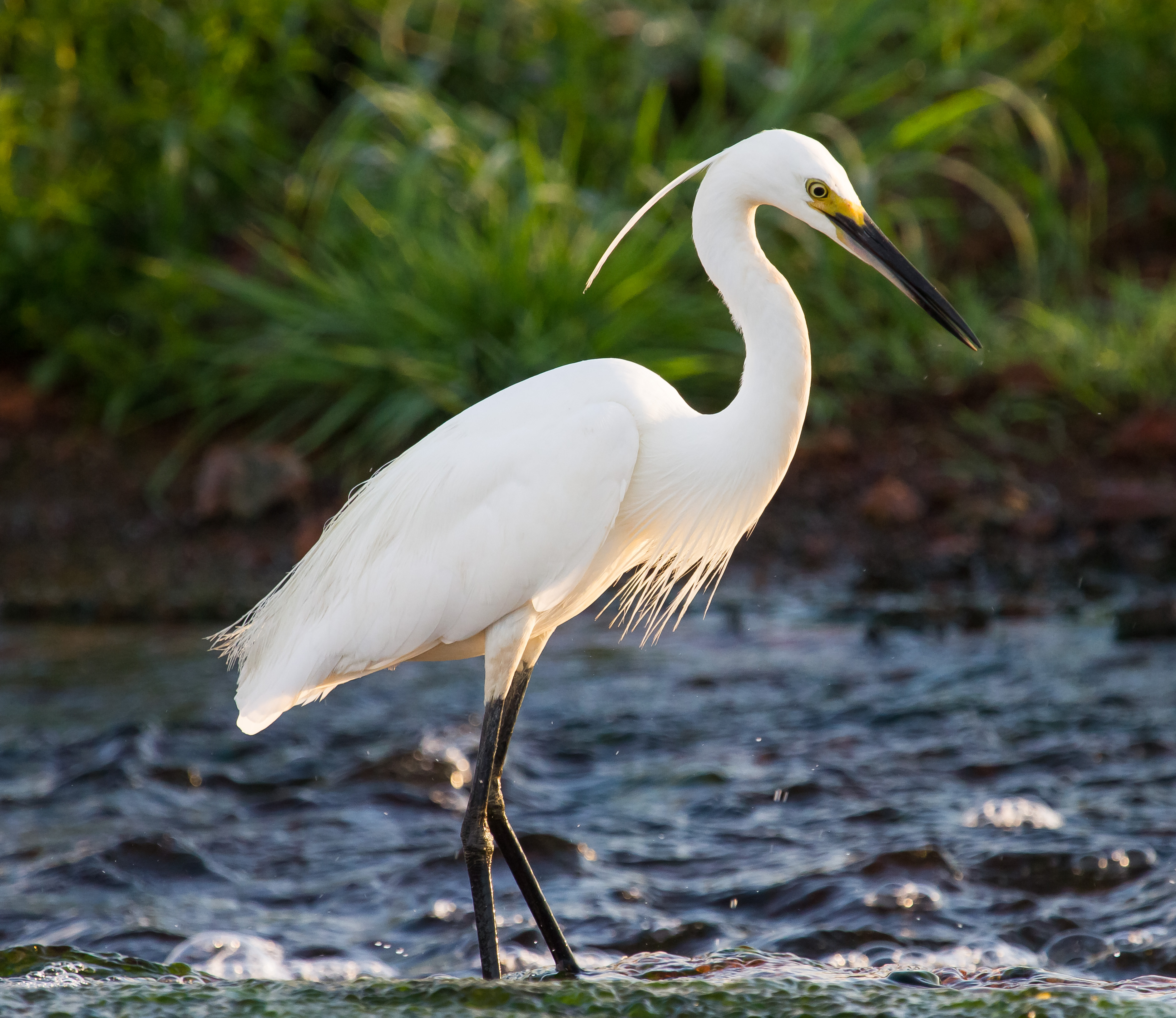
E. g. immaculata nel Territorio del Nord, Australia

In Australia, la condizione dell'egretta garzetta varia da Stato a Stato. Indicata come "specie minacciata" sul Flora and Fauna Guarantee Act 1988 del Victoria, l'atto in questione prevedeva un piano di recupero e di gestione futura incentrato su questa specie. Sulla lista consultiva del 2007 della fauna vertebrata minacciata in Victoria, la garzetta continuava ad essere indicata come specie esposta a rischio.